# Philippe Senderos
Philippe Sylvain Senderos (* 14. Februar 1985 in Meyrin) ist ein ehemaliger Schweizer Fussballnationalspieler spanisch-serbischer Abstammung.

## Karriere

### Vereine
Senderos spielte als Junior bei Servette FC Genève. Als 16-Jähriger debütierte er in der höchsten Spielklasse der Schweiz, der Nationalliga A, der heutigen Raiffeisen Super League. Mit 18 Jahren wechselte er im Juli 2003 nach England zum FC Arsenal. Sein Debüt in der 1. Mannschaft gab er am 27. Oktober 2004 im League Cup gegen Manchester City. In der Premier League wurde Senderos erstmals am 1. Januar 2005 im Spiel gegen Charlton Athletic eingewechselt. In der Folge etablierte sich Senderos als erweiterter Stammspieler bei Arsenal und kam regelmässig zu Einsätzen in Meisterschaft, Pokalspiele und Champions League. Senderos trug bei Arsenal die Rückennummer 6; diese wurde zuletzt im Jahre 2002 von „Mr. Arsenal“ Tony Adams getragen. Als Innenverteidiger erzielte Senderos zwischen 2005 und Saisonende 2008 in der Meisterschaft vier Tore für Arsenal. Mit Arsenal gewann Senderos den FA Cup 2005 und den FA Community Shield 2004, wobei er bei letzterem nur als Ersatzspieler fungierte.
In der Sommerpause 2008 wurde Senderos für ein Jahr zum AC Mailand ausgeliehen, mit der Option auf die definitive Übernahme. Wegen Verletzungen absolvierte er sein erstes Pflichtspiel für den AC Mailand erst Anfang November 2008 in der Europa League. In der italienischen Meisterschaft debütierte er im Januar 2009, im weiteren Saisonverlauf wurde er mehrheitlich eingewechselt.
Nachdem der AC Mailand auf die Einlösung der Kaufoption verzichtet hatte, stand Senderos bei verschiedenen Vereinen im Gespräch; ein Wechsel zum FC Everton wurde fälschlicherweise als getätigt vermeldet. Der Wechsel scheiterte letztendlich auch an der geforderten zu hohen Ablösesumme, ebenso wie einige Wochen später auch ein Transfer zu Hull City. Am 25. Januar wurde er bis zum Ende der Saison 2009/10 an den FC Everton verliehen.
Am 8. Juni 2010 unterzeichnete Senderos beim Europa-League-Finalisten FC Fulham einen Kontrakt über drei Jahre. Sein Ligadebüt für Fulham gab er am 30. April 2011 gegen AFC Sunderland. Sein erstes Tor für Fulham erzielte er beim 2:1-Heimsieg im Craven Cottage am 21. April 2012 gegen Wigan Athletic.
Am 31. Januar 2014 wechselte Senderos ablösefrei zum FC Valencia.
Nach einem halben Jahr in Spanien kehrte Senderos zur Saison 2014/15 in die Premier League zurück. Er unterschrieb bei Aston Villa einen Zweijahresvertrag bis zum 30. Juni 2016. Im Januar 2016 gab Aston Villa bekannt, dass der Vertrag mit Senderos einvernehmlich aufgelöst wurde.
Senderos unterschrieb am 29. Januar 2016 einen Halbjahresvertrag beim Grasshoppers Club Zürich.
Am 31. August 2016 unterschrieb er einen Einjahresvertrag bei den Glasgow Rangers.
Ein Jahr später unterschrieb er einen Vertrag in der Major League Soccer bei Houston Dynamo.
Nach einem halbjährigen Engagement beim FC Chiasso erklärte er am 16. Dezember 2019 seinen Rücktritt.
Seit dem 17. August 2020 ist Senderos Sportdirektor bei seinem Stammverein Servette FC Genève. Senderos, der 7 Sprachen spricht, hatte sich bereits gegen Ende seiner Karriere bei der Uefa und dem spanischen Fussball-Verband im Sportmanagement weitergebildet.

### Nationalmannschaft
Philippe Senderos war Kapitän der U-17 Nationalmannschaft, die 2002 in Dänemark Europameister wurde, und 2005 Mannschaftskapitän bei der U-20 Weltmeisterschaft in den Niederlanden. Senderos spielt seit dem 26. März 2005 für die A-Nationalmannschaft der Schweiz. In der Nationalmannschaft hat er als Innenverteidiger schon mehrere Tore erzielt, so zum Beispiel am 23. Juni 2006 im Vorrundenspiel der Weltmeisterschaft 2006 das 1:0 gegen Südkorea. Im selben Spiel kugelte Senderos sich die rechte Schulter aus, womit die Weltmeisterschaft für ihn vorzeitig beendet war. Bei der Europameisterschaft 2008 in Österreich und der Schweiz stand er erneut im Aufgebot der Schweiz und auch für die Weltmeisterschaft 2010 wurde er von Trainer Ottmar Hitzfeld ins Kader berufen. Als Mitglied der Stammelf wurde er im Eröffnungsspiel gegen Spanien eingesetzt, doch wie schon an der WM 2006, verletzte er sich sehr früh während des Turniers. In der 23. Minute erlitt er nach einem eigenen Tackling eine schwere Sprunggelenk-Verstauchung, was für ihn das Vorrunden-Aus bedeutet.

## Familie und Privatleben
Philippes Vater Julian Senderos entschied sich als 17-Jähriger, aus seinem spanischen Heimatdorf Santiuste auszuwandern. Julian arbeitete zunächst in Madrid, zog später nach London und liess sich letztendlich in Genf nieder. Dort lernte er Zorica Novkovic, seine aus Serbien stammende spätere Ehefrau, kennen. Philippe Senderos besitzt neben der schweizerischen auch die spanische Staatsbürgerschaft.
Unter Ausschluss von Medien und Öffentlichkeit heiratete Senderos im Juni 2009 in London.

## Titel und Erfolge
Als Nationalspieler
Mit der U-17 der Schweiz
- U-17 Europameister 2002

Als Vereinsspieler
Mit dem FC Arsenal
- FA Community Shield 2004
- FA Cup 2005